# Sanda Movilă
Sanda Movilă (n. 7 ianuarie 1900, Argeș, România – d. 13 septembrie 1970) a fost o poetă și o romancieră română.

## Biografie
Născută la Cerbu, județul Argeș, părinții ei au fost Ion Ionescu, un negustor, și soția sa Maria (născută Niculescu). A urmat școala gimnazială și liceul la Pitești din 1911 până în 1919.
În 1924, a absolvit facultatea de literatură și filozofie a Universității din București, cu o specializare în limba franceză. Ulterior, a fost angajată ca funcționar public la Ministerul Cultelor și Instrucțiunii Publice. A fost căsătorită cu scriitorul Felix Aderca.
Debutul ei literar a avut loc în 1916, în ziarul Universul, cu poezia anti-primul război mondial 8 octombrie. Ea a atras atenția lui Eugen Lovinescu, căruia îi datorează atât pseudonimul, cât și faptul că scrierile sale au fost publicate în Sburătorul din 1921. 
Prima sa scriere în proză, Pata de umbră, a apărut în Sburătorul literar în 1922; aceeași revistă literară a publicat și piesele sale Viața, Cel din urmă vis și Gânduri. Prima ei carte a fost volumul de poezie apărut în 1925, Crinii roșii, volum recenzat de către Constantin Șăineanu în capitolul „Sanda Movilă, Crinii roșii” din volumul Recenzii (1924-1926), București, Editura Adeverul, 1926, pp. 31-34. Alte reviste care au publicat opera sa sunt: Curierul artelor, Lumea copiilor, Vremea, Revista Fundațiilor Regale, Adevărul literar și artistic, Veac nou, Flacăra, Viața Românească, România Literară sau Luceafărul.
Singură sau în colaborare, ea a tradus lucrări de Paul Verlaine (Fêtes galantes), Leconte de Lisle (L'Epiphanie), Arkadi Gaidar (Timur și băieții lui), Lev Kassil (Cupa gladiatorului), Czesław și Alina Centkiewicz (SOS: Oameni pe banchiză!) și Gabriela Zapolska (Imagini, cu J.Georgian). 
Movilă a scris poezie (Crinii roșii, 1925; Călătorii, 1946; Fruct nou, 1948; Versuri, 1966), colecții de povestiri (Neuitatele călătorii, 1958; Câte se petrec pe mare, 1962) și romane (Desfigurații, 1935; Nălucile, 1945; Marele ospăț, 1947; Pe văile Argeșului, 1950; Viața în oglinzi, 1970). 
De-a lungul timpului, ea și-a folosit imaginația vie pentru a prezenta portrete clare și reale ale trecutului.

###### Atitudine morală
In 1946, în urma unui denunț meschin, Sanda Movilă a provocat închiderea renumitului cenaclu Sburătorul. In memoriile sale, Monica Lovinescu, marea intelectuală română care și-a dedicat viața și opera luptei împotriva totalitarismului comunist, scria: Fuseserăm „turnați“ la celula de partid a scriitorilor (Sorana  Gurian știa și numele turnătoarei: Sanda Movilă, scriitoare azi uitată pe drept, era soția lui Aderca, el, fără pată). Nu era decât un pretext sau picătura de apă. Cenaclul deranja prin orientarea estetică acum când la comuniști se pregăteau deja marile și neștiutele încă de către noi liturghii ale realismului socialist.